# Постійна комісія для складання Історично-географічного словника українських земель
Постійна комісія для складання Історично-географічного словника українських земель, Історично-географічна комісія ВУАН, Комісія Історично-географічного словника ВУАН — науково-дослідна установа при 1-му (Історично-філологічному) відділі ВУАН (із 1931 — при Історичному циклі 2-го (Соціально-економічного) відділу ВУАН). Її метою було комплексне вивчення історичної географії України та укладання Історично-географічного словника українських земель.
Створена 16 грудня 1918. Голова (із березня 1919) — проф. О.Грушевський, секретар — Й.Гермайзе, штатними співробітниками в різний час працювали О.Баранович, І.Каманін, К.Лазаревська, М. М. Ткаченко, Г.Шамрай, нештатними — О.Андріяшев, С.Глушко, О.Грушевська, В.Євфимовський, М.Жданович, С.Шамрай, В.Юркевич та ін. До праці залучались також краєзнавці з місць, зокрема І. Д. Бойко, Ю.Виноградський та ін.
Члени комісії збирали матеріали історично-геогр. змісту, складали статті словникового характеру, готували історично-геогр. описи окремих регіонів України, зокрема Полтавщини, Чернігівщини, Донбасу, Холмщини, Галичини. Комісія видавала «Історично-географічний збірник» (4 т., 1927—31). Ліквідована 1933 під час реорганізації ВУАН разом з ін. істор. установами.